# 딥워터 허라이즌

딥워터 호라이즌(Deepwater Horizon)은 BP의 해상 오일 생산 설비로서,이 설비는 대한민국의 현대중공업이 설계했다. 2010년 4월 폭발 사고가 발생하여 11명이 사망하였으며, 폭발로 인해 기름이 유출되어 큰 오염을 일으켰다.
원유 유출을 일으킨것은 현대중공업이 만든생산설비때문이 아니고 심해에서 원유를 시추하는 장비 때문이었다. 또한 폭발의 원인이 BP사의 경영방식과 시추선(이하 생산설비) 운영방식에 있었으며 경보장치나 이를 제어하는 모든 것이 작동하지 않아서 일어난 참사였다. 참사가 일어나고 수많은 나라와 그 나라 사람들이 막대한 피해를 보고 생활이 어려워졌지만 BP는 이에 대한 그 어떤 보상도 복구 노력도 하지 않았으며 영국과 미국 모두 많은 부분을 은폐하고 덮었다..